# 盗まれた地球
「盗まれた地球」（ぬすまれたちきゅう、原題: "The Stolen Earth"）は、イギリスのSFドラマ『ドクター・フー』の第4シリーズ第12話で、1963年に始動したクラシックシリーズから数えて第750話。2008年6月28日に BBC One で初放送された。番組製作総指揮兼主脚本家のラッセル・T・デイヴィスが脚本を執筆した本作は、同年7月5日に放送されたシリーズ最終話「旅の終わり」との二部作であり、スピンオフ作品『秘密情報部トーチウッド』や『The Sarah Jane Adventures』とのクロスオーバー作品でもある。
デイヴィスが製作総指揮に在任している間に作り上げた目立つ一連の物語は、このフィナーレの物語で決着を迎えた。本作では現代の地球と他の26個の惑星がダーレク艦隊に盗まれ、そのダーレク艦隊は誇大妄想に憑りつかれた創造主ダヴロスと、未来を予見するダーレク・カーンに助力を受けていることが判明する。10代目ドクター（演:デイヴィッド・テナント）と彼のコンパニオンドナ・ノーブル（演:キャサリン・テイト）が地球を探す間、ドクターの以前のコンパニオンであるジャック・ハークネス（演:ジョン・バロウマン）、マーサ・ジョーンズ（演:フリーマ・アジェマン）、サラ・ジェーン・スミス（演:エリザベス・スレイデン）、ローズ・タイラー（演:ビリー・パイパー）は会合して彼にコンタクトを取り、ダーレクに対する地球防衛を開始する。本作の終盤ではドクターがダーレクに撃たれ、再生を開始する。
本作では1988年の Remembrance of the Daleks 以来となるダヴロスの再登場が目立ち、ダヴロス役をジュリアン・ブリーチが演じた。また本作では、グウェン・クーパー（演:イヴ・マイルズ）とイアント・ジョーンズ（演:ギャレス・デヴィッド＝ロイド）、ルーク・スミス（演:トミー・ナイト）、ミスター・スミス（声:アレキサンダー・アームストロング）が『ドクター・フー』に初登場した。なお、マイルズとアームストロングは別の役で以前に『ドクター・フー』に出演していた。アッジョア・アンドーとペネロペ・ウィルトンがそれぞれマーサの母フランシス・ジョーンズとハエリエット・ジョーンズ元首相役で再出演し、ポール・オグラーディとリチャード・ドーキンスが公衆の恐怖を緩和しようとするテレビのパーソナリティとしてカメオ出演した。
本二部作フィナーレの壮大なスケールと根本的なプロットは2007年初頭にエグゼクティブ・プロデューサーのラッセル・T・デイヴィスやジュリー・ガードナーおよびフィル・コリンソンの降板のための最後のレギュラーシリーズの物語として考案された。第4シリーズのフィナーレはコリンソンがプロデューサーを務めた最後のストーリーで、2010年にはスティーヴン・モファットとピアース・ウェンガーがそれぞれデイヴィスとガードナーに代わって製作総指揮とエグゼクティブ・プロデューサーに就いた。主要なコンセプトは2007年6月までに既に具体化され、デイヴィスは2007年12月7日に脚本に着手し、31日に完成させた。撮影は2008年2月と3月に行われ、ポストプロダクションは放送2週間前である2008年6月半ばに完了した。プロットの要素を可能な限り隠すため、「盗まれた地球」のタイトルは放送16日前まで公開されなかった。試写会のDVDからはドクターの再生シーンが削除されて最終シーンがダーレクに撃たれるドクターのシーンとなり、放送時には「旅の終わり」の予告編が放送されなかった。
本作は視聴者とプロの批評かのどちらからも肯定的にレビューされた。Audience Appreciation Index のスコアは91で、これは『ドクター・フー』が今まで記録したことのない数値であり、テレビ番組に与えられた評価としても最高値の1つである。本放送の視聴者数は878万人に上り、その週で2番目に多く視聴された番組となった。これは放送当時、『ドクター・フー』が到達した最高の順位であった。批評家の反応は圧倒的に肯定的だった。ニコラス・ブリッグズとジュリアン・ブリーチはそれぞれダーレク・カーン役とダヴロス役を称賛され、デイヴィスの脚本のほぼ全ての面が高評価された。最も顕著なのは本作の予想外の結末に関してで、これは一般に高く評価された。再生の衝撃により前代未聞のレベルの公衆の興味が番組に向かい、その興味は「旅の終わり」の放送まで続いた。

## 製作

### 初期の開発
「盗まれた地球」と「旅の終わり」は2005年に始動した『ドクター・フー』新シリーズの全4シーズンと、番組を復活させるにあたっての製作総責任者ラッセル・T・デイヴィスの仕事の集大成である。デイヴィスは第4シリーズのストーリー・アークについて「全てのエピソードに由来する要素──大団円を作り上げる人物、フレーズ、疑問、惑星、謎──が含まれている」「第1シリーズへ完全に遡る、小さくも必要不可欠な引用と共に、フィナーレは長い間隠されていた」と主張した。これらをテーマとするモチーフのいくつかは主要なプロットポイントといて使われ、ハチの消失、メデューサ・カスケード、シャドー議会の重要性が本作で明かされた。本作はスピンオフシリーズ『秘密情報部トーチウッド』や『The Sarah Jane Adventures』との初めてのメジャークロスオーバーでもある。デイヴィスはこのクロスオーバーのコンセプトを子どもが想像するのに典型的な『ドクター・フー』と『スター・ウォーズ』の宇宙のクロスオーバーになぞらえた。
第4シリーズのフィナーレは2006年初頭に初めて計画された。現実の崩壊や大勢のゲスト出演者を含むその壮大なスケールのために、2009年に削減された『ドクター・フー』の放送時間と、2008年半ばから初頭2010年に差し迫ったデイヴィス、ジュリー・ガードナー、フィル・コリンソンの降板を補う必要があった。本作のストーリーが明確化されたのは2007年初頭で、デイヴィスは製作チームと第4シリーズの概要を配った。彼の概要では、既に "The Stolen Earth" と銘打たれたフィナーレには、放送された映像に登場した事物の他に、ベイン、クリリテーン、ゲルス、アイソラス、この他CGデータがコンピュータに保存されているエイリアン全てがCGで登場し、スリジーンやグラスクおよびバルフーンの長老モックスなどが装具として登場すると書かれていた。
それぞれ「消えた花嫁」と「呪われた旅路」に登場したドナと海軍士官候補生アロンゾ・フレイム（演:ラッセル・トーヴィー）も「盗まれた地球」でのカメオ出演が計画されていた。ドナは計画された後にキャサリン・テイトが第4シリーズ全てにコンパニオンとして再登場することに同意し、一方でアロンゾは本作の複数の複数の草案でシャドー議会の一員として登場していた。2008年1月のビリー・パイパーの新婚旅行中に撮影が当初予定されていたため、彼女の出演はほぼキャンセルされかかっていた。フリーマ・アジェマンは2006年にマーサ・ジョーンズ役を承諾した際、同様にフィナーレに出演することを契約した。
フィナーレの主要なコンセプトは2007年3月には既に展開された。デイヴィスは「ラスト・オブ・タイムロード」のマスターとドクターの会話で初めて言及されたメデューサ・カスケードを、ラジオ・タイムズと Doctor Who Magazine のジャーナリストベンジャミン・クック (ジャーナリスト)に、ローズの第4シリーズへの復帰を許した平行宇宙間の裂け目の近くに存在する宇宙の領域であると説明した。彼は数時間後にクックへ別の電子メールを送り、フィナーレでのダーレク・カーンの役割とダヴロスがタイム・ウォーから復活したことを説明した。2007年半ばに、ドクターの再生が2つの分かれたパートに構想された。デイヴィスは2007年4月に「旅の終わり」での2人のドクターというコンセプトを下書きし、エピソード終盤の再生は2007年6月12日に考案されたものを使った。

### 脚本
デイヴィスは「盗まれた地球」の脚本執筆を2007年12月10日に開始した。彼はニューヨークでのマーサの登場を書くのに数日を費やした。彼は都市の破壊を考えたが、『ドクター・フー』の歴史に大きな影響を残す（第5シリーズの舞台となる現代の地球がニューヨークの破壊された世界になってしまう）ため、ニューヨークの破壊は悪い選択であると決めた。
本作の執筆に着手する数日前にデイヴィスにバーナード・クリビンスから電話がかかり、彼の演じるウィルフレッド・モットがペイント弾をダーレクの目に撃つシーンを提案された。彼はそのシーンを1960年代半ばに出演した『ドクター・フー』の映画『地球侵略戦争2150』への言及として提案し、重々しい描写の中のコミックリリーフをもたらすだろうと考えた。ペイント弾を沸騰させて「私の視力は妨害されない」と返事をしたダーレクの反応が追加されたのは、それがダーレクが視覚を奪われた際に発される繰り返されるフレーズ ("Vision impaired!") を逆転させたものであるとクックがデイヴィスに思い出させた後のことであった。このシーンは1963年から1964年の The Daleks でダーレクが初登場を果たした時からダーレクが晒していた弱点を取り除くこととなった。ローズがそのダーレクを吹き飛ばした後にウィルフレッドが「交換しよう」と持ち掛けたのは、同様に撮影の間にクリビンスがアドリブで加えたものである。
デイヴィスによるダーレク侵攻とシャドー議会の最初の草案は放送されたものと根本的に異なる。地球侵攻の場面では、ダーレクの繰り返す「抹殺セヨ！」の叫び声が聞こえるのではなく、ダーレクの宇宙船にキャプテン・ジャックとサラ・ジェーンが反応した。1隻の宇宙船がロンドンのホワイトホールに下降し、ビッグ・ベンを通りすがりに破壊し、イギリス首相オーブリー・フェアチャイルドを殺害した。シャドー議会は、ロジャー・ディーンの絵画のように宇宙空間に垂れる、繋がった一連の小惑星にまたがる金属製のSFチックなタワーの巨大な軍事施設を有する銀河間の警察権力と定義されていて、当初は新シリーズに登場した全ての異星人が再登場しており、ブロン・フェル＝フォッチ・パッサミーア＝デイ・スリジーン（演:アネット・バッドランド）がラキシコリコファラパトリアス星の家族ジンガジーンの幼児としてカメオ出演し、兄弟星である惑星クロムの消失について言及していた。
大量の怪物と議会の官僚的態度にドクターは苛立ち、現在はシャドーの兵士として雇用されているアロンゾもドクターの書類記入を手伝っていた。物語が進むと、アロンゾはダーレクに抹殺されていた。
彼がシャドー議会のシーンを執筆して一週間後、脚本の構造と予算上の理由でデイヴィスは当該シーンの書き直しを決めた。トーヴィーのカメオ出演は彼が撮影に参加できなかったため、シャドー議会の本部長を中心としたシーンに置き換えられ、デイヴィスはひどく落胆した。ダーレクの侵攻も、首相の殺害がダーレクにしてはいつになく "外交的" であると決め、放送版に書き直された。首相の名前は2008年クリスマススペシャル「もうひとりのドクター」に再利用された。また、彼はシャドー議会についての疑念をクックに伝えていた。彼は本部長と言う肩書が酷く剥がれ落ちていると感じたが、シャドー議会がプロットに必要不可欠であることを認めた。彼は本部長という肩書を "Shadow Architect"（演:ケリー・ハンター）に変更し、さらに白髪かつ赤目で黒いローブを身に纏っているというSFチックな風貌にすることで欠点を修正した。
デイヴィスはシャドー議会のシーンを2008年2月初頭まで Shadow Architect の初登場よりも前に置きつづけていた。当該シーンは、地球の消失を優先すべきだと文句を言うドクターと、消失を報告するために列に並んで待てと主張し続けるジュドゥーンの議論で繋げられた。50億以上の言語を操ることのできるドクターはジュドゥーンの翻訳機に過負荷をかけて議論に勝ち、すぐに Shadow Architect に会わせるよう命令した。デイヴィスの提出した脚本は特殊効果に余裕のある予算を超過したため、アネット・バッドランドが既にカメオ出演の会話を録音していたが、彼は当該シーンのカットを強いられた。書き直され、そして最終的に放送されたシーンでは、ターディスが4人のジュドゥーンの警備員のいる Shadow Architect のオフィスに直接着陸した。
「クリスマスの侵略者」でシコラックスの宇宙船の撃墜をトーチウッドに命じた後に大団円で直面した内閣不信任決議の償いの結論と満足を持たせるために、ハリエット・ジョーンズ元首相（演:ペネロペ・ウィルトン）の再登場をガードナーとコリンソンが願ったため、デイヴィスはハリエットを12月22日に脚本に書き、この後にウィルトンが再出演の話を持ち掛けられることになった。ハリエット・ジョーンズのストーリー・アークは、導入・ドクターへの敵意・自らの命を犠牲にする贖罪からなる3つに分かれたストーリーラインを形成した。デイヴィスはウィルトンの撮影を予約するのが非常に厳しいと気づき、交渉をより簡単にするために、彼女の出演を一ヶ所（ハリエット邸）での1日の撮影に制限した。ウィルトンが辞退した場合には、ディヴィスはハリエットをドナか「呪われた旅路」のミスター・コッパー（演:クライヴ・スウィフト）あるいは「エルトン君の大冒険」のエルトンに置き換える計画だった。ウィルトンはデイヴィスのためなら何でもやると言って無条件に承諾し、フィル・コリンソンのプロデューサーとしての最後の撮影ブロックで演技したいと願った。彼女の「UFO ロンドンに墜落」での初登場は第1シリーズの第1製作ブロックで撮影されていた。コリンソンとデイヴィスはハリエットの死を悲しんだ。コリンソンは「彼女が死ぬとは考えられなかった」 と述べて彼女が死から逃れたと主張し、デイヴィスは優しく Doctor Who Magazine の397号で「脚本磁化の作る重要な登場人物が死ななくてはならない時、それは純粋に感動的な時間なんだ」と述べた。
デイヴィスの脚本執筆は、頭の風邪の発症と過剰な脚本の制約に影響された。カットしなければならなかったため、彼は死に程書きたかった台詞を淡い心で書いていて、その事実に苛立った。スケジュールに追われていた彼は予定していたパイパーの結婚式への出席をキャンセルしなくてはらならず、さらにボーイフレンドとの新年会のプランの大半も中止を強いられた。これらの問題は彼のドクターとコンパニオンの会話やダヴロスとの遭遇の最初の草案にも影響した。彼はそれをライセンスの支払者の金を無駄にする不完全でくだらない物として却下し、数時間後に違うバージョンに置き換えた。この会話ではドクターのコンパニオンがドクターへ同時に喋りかけており、テイトとテナントおよび監督グレアム・ハーパーはドクターの愉快さがそうでなければ不適切になると考えて、ダーレクの呼びかけをドクターに全て無視させるという創作的な決定をした。彼は最終的に脚本を大晦日の午前1時に完成させた。クックは脚本の最後のページについてエピソードは予告編なしで放送すべきだとレビューし、デイヴィスも「BBCは最終話の試写会DVDを決して送らなかった」「「旅の終わり」の宣伝は "I'm regenerating" の繰り返しと無数のダーレクを見せるだけしかできない」と言って同意した。本作は公式に提出されたのは2008年1月7日、「盗まれた地球」と「旅の終わり」の準備日であった。
デイヴィスは『ドクター・フー』と組になるシリーズ『Doctor Who Confidential』で本作のクライマックスについて詳細に話をした。ダーレクの光線がドクターを撃って再生が始まるクライマックスは、デイヴィスがロマンスフィクションの模倣として執筆した。彼はローズとドクターの再会を視聴者がこれまでに見た中で最大のロマンスとなぞらえ、『風と共に去りぬ』といった影響力の強い映画もダーレクが男主人公を撃って終わるべきだとジョークを口にし、第4シリーズを通してのパイパーのカメオ出演を介した当該シーンの感動的インパクトを強めた。テナントはドクターの負傷を「感情の高ぶる瞬間」と形容し、「ドクターは幸せな瞬間を享受できなき、特にクリフハンガーが書かれる必要があるときにね」と嘆いた。本作はドクターの再生の途中で終わるが、これはデイヴィスが『ドクター・フー』において最も大きく最もエキサイティングなクリフハンガーを創りたいと思い、さらに話の終わりにはいつも完了するこれまでの再生シーンとの差別化を望んだためであった。手が「旅の終わり」のクライマックスにおける重要なプロット装置であったため、負傷を治癒した後で別個の手に再生エネルギーを移して再生プロセスを止めるというその解決法が道理に適っていると彼は考えた。製作チームは再生を中断して新しいドクターが生まれたことが12回の再生のうち1回を使い切ったことになるか否かという議論をファンの間で生むことに気付いた。製作チームは当初その議論を避けるためにコメントを拒否したが、プロセスが完了しなかったため彼は再生の1つを使っていないと考えていると後にデイヴィスは述べた。しかし、11代目ドクターの最後のレギューストーリーである2013年クリスマススペシャル「ドクターの時」では、件の再生が実際に12回のうち1回にカウントされることが確定した。

### キャスティング

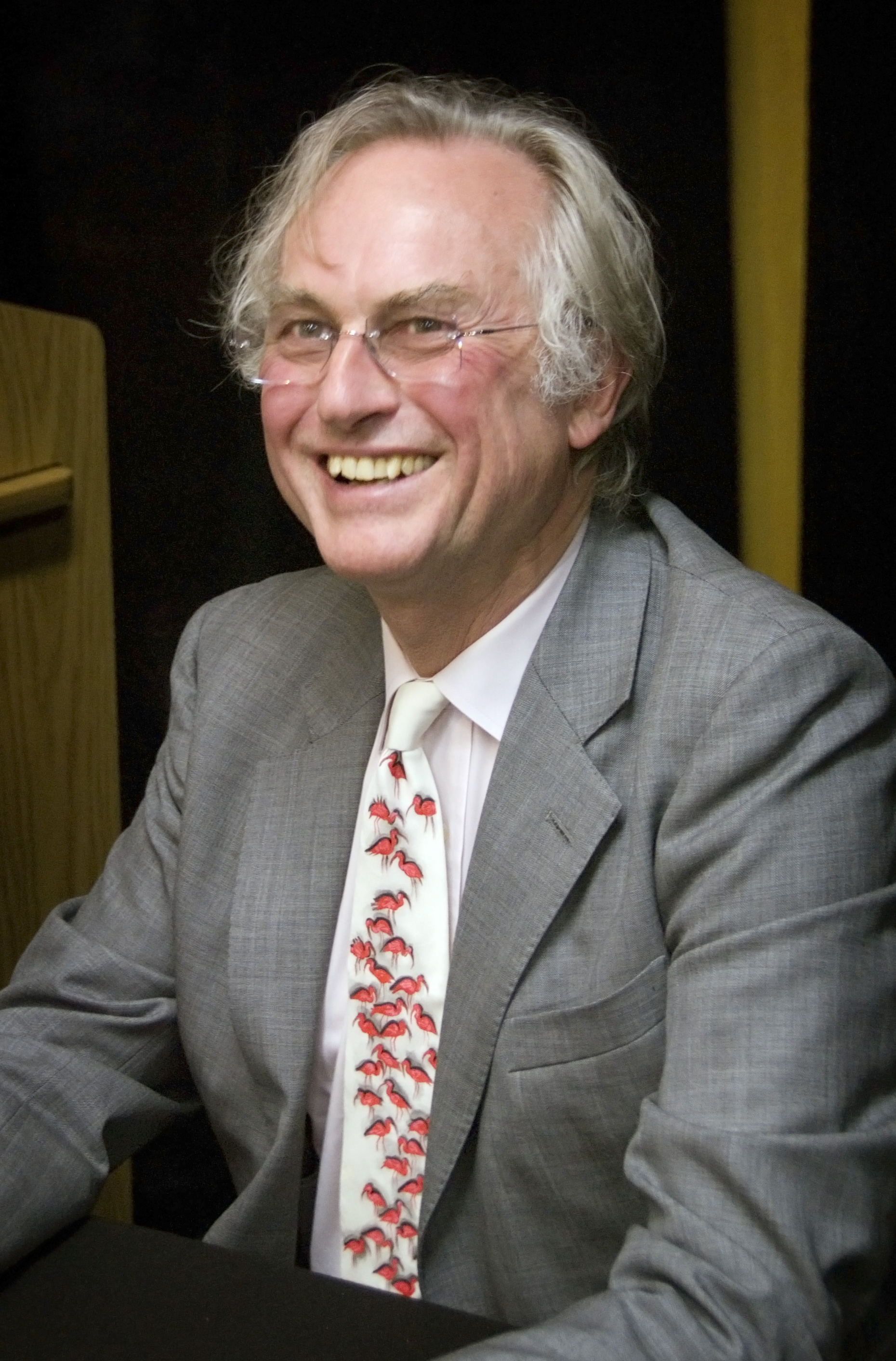
進化生物学者かつ人本主義者リチャード・ドーキンスは、彼の妻ララ・ウォードが1970年代後半にタイムレディのロマーナを演じていたことから、本作へのカメオ出演に同意した。

フィナーレには19人の主なキャストメンバーがおり、うち16人が「盗まれた地球」に出演した。クロスオーバーの成り行きとして、本作はイアント・ジョーンズ役のギャレス・デヴィッド＝ロイド、ルーク・スミス役のトミー・ナイトが『ドクター・フー』に初出演を果たした。「にぎやかな死体」で以前にグィネスを演じたイヴ・マイルズは初めて『秘密情報部トーチウッド』の女性主人公グウェン・クーパー役で出演した。本作には数多くの再登場キャラクターがおり、ビリー・パイパー、フリーマ・アジェマン、アッジョア・アンドー、ジョン・バロウマン、ニコラス・ブリッグズ、エリザベス・スレイデンそしてペネロペ・ウィルトンが「盗まれた地球」で再出演した。進化生物学者リチャード・ドーキンスとコメディアンポール・オグラーディがトーチウッドのテレビ画面にカメオ出演した。ダヴィナ・マッカルやデレク・アコラー、アン・ウィデコムといった著名人のカメオ出演は新シリーズ始動以来それぞれ最後から2番目のエピソードに盛り込まれていた。オグラーディは彼が番組のファンであるという話をデイヴィスが聞いてから役を与えられ、ドーキンスは空の新しい惑星について議論する BBC Newsnight 風のテレビ番組の高齢教授役をクックがデイヴィスに提案し、彼により脚本に加えられた。ドーキンスは『ドクター・フー』と以前から関係があったため承諾した。彼の妻ララ・ウォードは、1979年から1989年までタイムレディの2代目ロマーナを演じていたのだった。ガリー・ミルナーはエキストラの怖がる男 (Scared Man) としてキャスティングされたが、その前に進行予定表を神聖な男 (Sacred Man) と誤読し、聖職者のような役作りをしてしまった。「盗まれた地球」のコールドオープンで牛乳屋を演じているアンドリュー・ブリヴァントは、本作よりも前に The Sarah Jane Adventures の The Temptation of Sarah Jane Smith で警察官役を演じていた。サンチェス将軍役を演じたマイケル・ブランドンは後にオーディオ Lurkers at Sunlight's Edge に出演した。Shadow Architect を演じたケリー・ハンターは同じ役で第9シリーズ第1話「魔術師の弟子」に出演した。

### ダヴロス

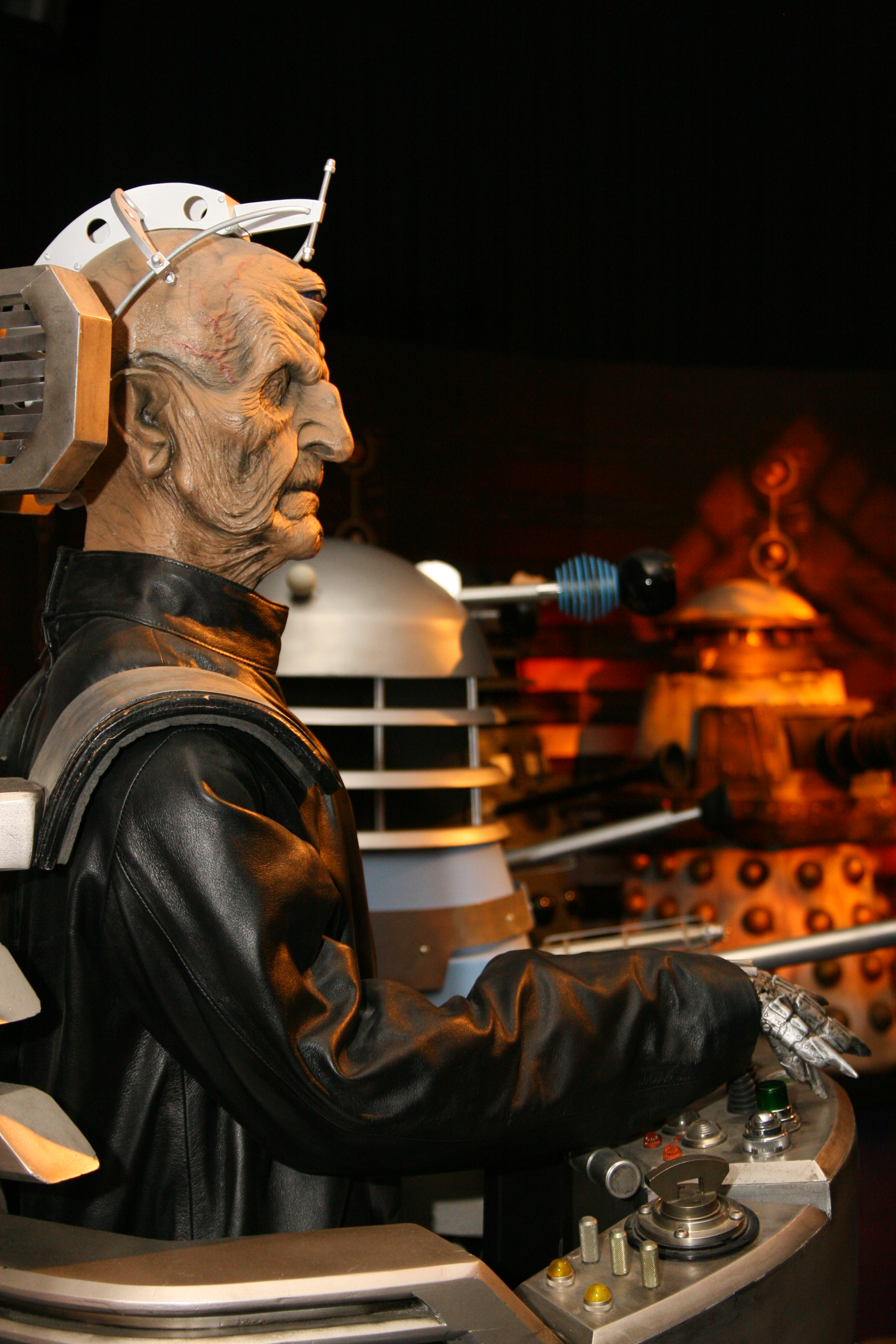
ダヴロス。大きなデザイン変更として、右手が機械に変更された。

「盗まれた地球」では1988年の Remembrance of the Daleks 以来初めてダヴロスが登場した。ダヴロスは策略の天才としてではなく普通のロボットとしてダーレクを支配するとデイヴィスは考え、以前のシリーズをダーレクの個々の知性の確立に使い、ダヴロスの再登場を後回しにした。ダヴロスは何かの機会のために不測の事態に備えた計画としてキープされていた。もし皇帝ダーレクの備品があまりに高価だった場合ダヴロスは「わかれ道」に登場する予定で、「地獄への扉」の名ばかりの牢獄に住む可能性まであった。デイヴィスはダヴロスの巻き込まれたバックストーリーを明らかにする彼の起源の話を書いたが、これは時間の制約ゆえに最終的にカットされた。
ディヴィスはローレンス・オリヴィエ賞を受賞した2006年の舞台版『もじゃもじゃペーター』と『秘密情報部トーチウッド』のエピソード「夜の旅人」でのゴーストメイカー役のジュリアン・ブリーチのパフォーマンスを見て、彼をダヴロス役にキャスティングした。ダヴロスの再登場を秘密のままにしておくため、ダヴロスはクルーの間で "The Enemy" や "Dave [Ross]" として言及され、撮影の脚本も可能な限り匿名が保たれた。しかし、ラジオ・タイムズはキャラクターの秘密を「テレビ誌において最悪の機密」と呼んだ。デイヴィッド・テナントはダヴロスのヒトラーじみた誇大癖の態度と、テナントの『ドクター・フー』にまつわる最初の記憶が「ダレク族の誕生」でのダヴロスの初登場であったことから彼の生み出すノスタルジックな感情を好み、自分自身について「異常な生物に完全に魅惑されている」と述べた。ブリーチは自分の役のための準備として彼の大好きな物語の1つである「ダレク族の誕生」を視聴し、ダヴロスの声を自らに言い聞かせた。ブリーチは自身のダヴロスの解釈について「誇大癖のあるひねくれたマッドサイエンティストで、道を誤った天才」と説明し、全体として「アドルフ・ヒトラーとスティーヴン・ホーキングのあいのこ」「ニヒルな渇望がキャラクターを異常に仕立て上げている」と表現した。後にブリーチはヒトラーの演説技術と彼の独断的な演説を基準点として使うこととなった。
デイヴィスと装具デザイナーのニール・ゴートン、衣装デザイナーのルイス・ペイジ、コンセプトアーティスのピーター・マッキンストリーは対面で本作のダヴロスのデザインを議論した。彼らはダヴロスのデビュー作「ダレク族の誕生」で見られたダヴロスに忠実なビジュアルデザインを維持することに同意した。唯一の大きな変更点は、Revelation of the Daleks で破壊された手を兵器化した機械の手に置き換えた点である。マッキンストリーはクラシックシリーズの "薄っぺらな" デザインをアップデートすることでダヴロスをより大きくより怖ろしくすることを狙った。
チームはデザインを2つマイナーチェンジした。彼らはダヴロスのマイクロフォンを取り除いて完全にダヴロスの兜をデザインし直した。ダヴロスが囁き声で喋らない上、彼の声をより聞き取れるようにするため、チームはマイクロフォンを余計であると感じた。元々ブリーチの声はポストプロダクションで変更されないままにすることが意図されてい、声を処理するという決定は2008年5月の下旬までなされなかった。また、ゴートンはオロジナルの頭部について「あのような強力な登場人物にしては、いつも特に弱そうに見える」と述べた。彼は「ダレク族の誕生」の製作デザイナーが兜を医療用の留め具に似せたかったことを知らされた後、ダヴロスの頭にの中に直接ねじ込まれているように見えるよう兜をデザインし直した。
ページとゴートンはダヴロスほ上半身で同時に共同作業を行った。ペイジは革製のチュニックをデザインし、ゴートンはそれについて「素晴らしい衣装の作品だ。クラシックのデザインを反映している」と考えた。一方でゴートンは胸郭をデザインした。デイヴィスは革製のチュニックと露出した胸郭を使うことを Doctor Who Magazine 401号で「ダヴロスをホラーの王の原点かつ頂点であると思い出させる」「彼を狂人たらしめている」と説明した。

### ダーレク

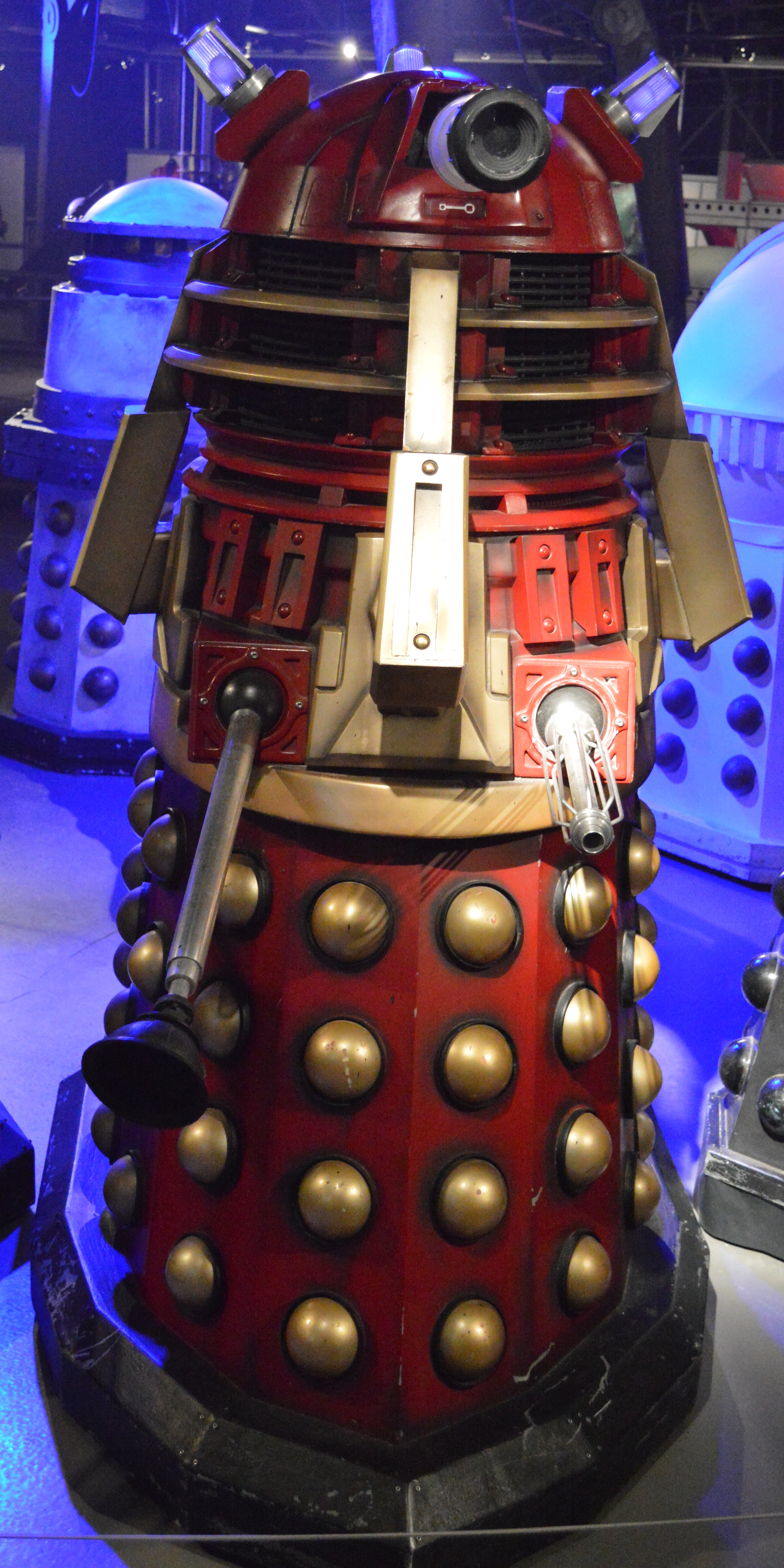
最高ダーレク

「盗まれた地球」は第3シリーズの「ダーレクの進化」以降初めてダーレクが登場するエピソードであり、ダーレクの操縦者は役にもう一度慣れるのに苦労した。ジャックはダーレクに殺され、ローズとマーサは彼らの見かけ上の絶滅のうち二回に立ち会い、サラは彼らの誕生の場に居たという過去がある。デイヴィスがクロスオーバーの一部に因縁のダーレクを組み込んだことは、ドクターに感情の込められた激しい雰囲気を作ることを意図してのものであった。「ダーレク 孤独な魂」や「わかれ道」で使用されたダーレクの小道具が後者の撮影で水を被って不可逆的なダメージを負ったため、本作ではダーレクのミュータントのアニマトロニクスの再製作が求められた。「盗まれた地球」では新しい2個体の変わったダーレクが登場した。1つはピーター・カッシングの映画『Dr.フー in 怪人ダレクの惑星』を暗示して赤色に塗装された最高ダーレク、もう1つは装甲の破損したダーレク・カーンである。カーンは撮影の脚本では、装甲が展開・破損・融解・湾曲・歪曲し、内部のミュータントは皮膚が泡状になり、触手をうねらせ、失明した単眼で外を見つめ、声は古風で歌謡曲のようで狂っていると描写された。声優のニコラス・ブリッグズはモデルごとに声を変更した。彼は最高ダーレクをエゴイストとして認知し、それに合う気取った声を採用した。カーンには歌うような話し方の声を採用し、タイム・ウォーに突入した結果であるキャラクターの狂気を反映した。ブリッグズは「カーンは自分が幸せなのか悲しいのか分からない、彼の語勢は非常に奇妙で、彼は物事が面白くない時に面白みを見出すんだ」と説明し、ほぼ純粋な精神を持った予言者の人格を構築して自身の解釈の正当性を示した。また、2008年6月の Doctor Who Magazine とのブリッグズのインタビューでは拡張した仮説が発表された。彼は、カーンがタイム・ウォーに侵入して反対側から吹き飛ばされたことで脳の回線がランダムあるいは真逆に接続され、深刻さと面白さの区別がつかず、ただ事実だけを認識していると考えた。そして、カーンは耐え難いほどの絶頂の瞬間に閉じ込められていて、湧き上がった感情は全て笑いに変換されるのだと彼は提唱した。
ブリッグズのダーレク役は製作チームに歓迎された。グレアム・ハーパーはカーンの笑い声を気に入って「もっと、全テイクで」とリクエストし、デイヴィスはカーンについて「最も身の毛のよだつようなダーレク」と表現した。また、フィナーレではダーレクもマイナーチェンジされた。ダーレクの特徴的なラバーカップはダブロスの護衛が登場するシーンでは歯車の機械仕掛けに置き換えられており、この機械は旗艦に搭載されたダーレクのコントロール装置にも使用されている。さらにダーレクの目は複数のシーンで細かく揺れている。グレアム・ハーパーが加えたダーレクの特徴は、彼らを用意周到でかつ緊張状態にあるように見せるためのものであった。

### 撮影

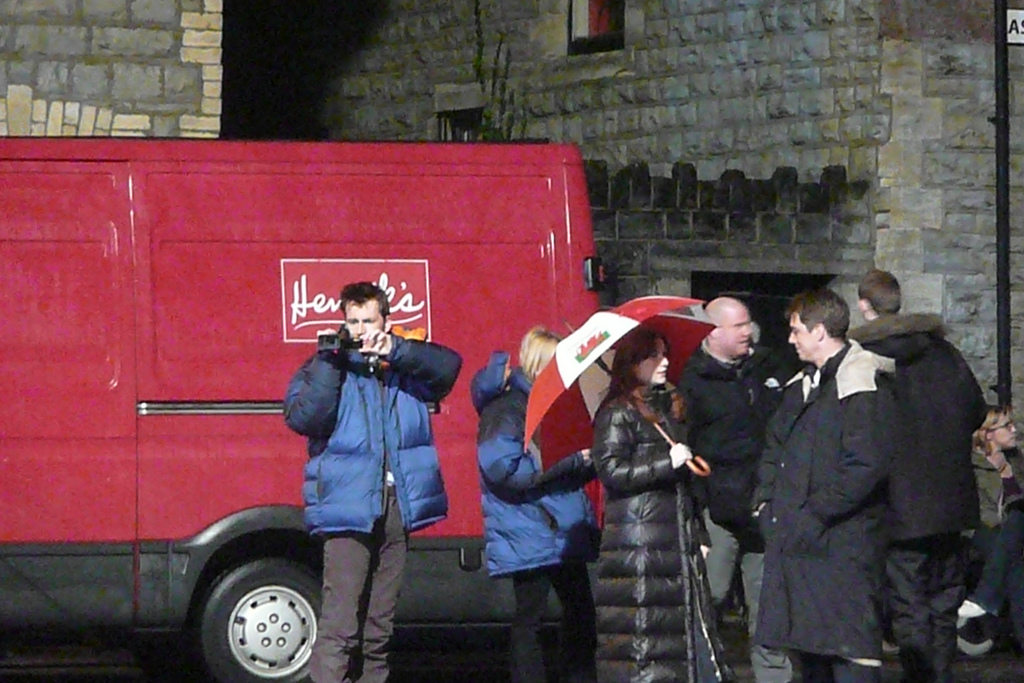
テナント、パイパー、テイト、バロウマンが本作のクライマックスの撮影の休憩に入っている。2008年3月13日、ペナースにて。

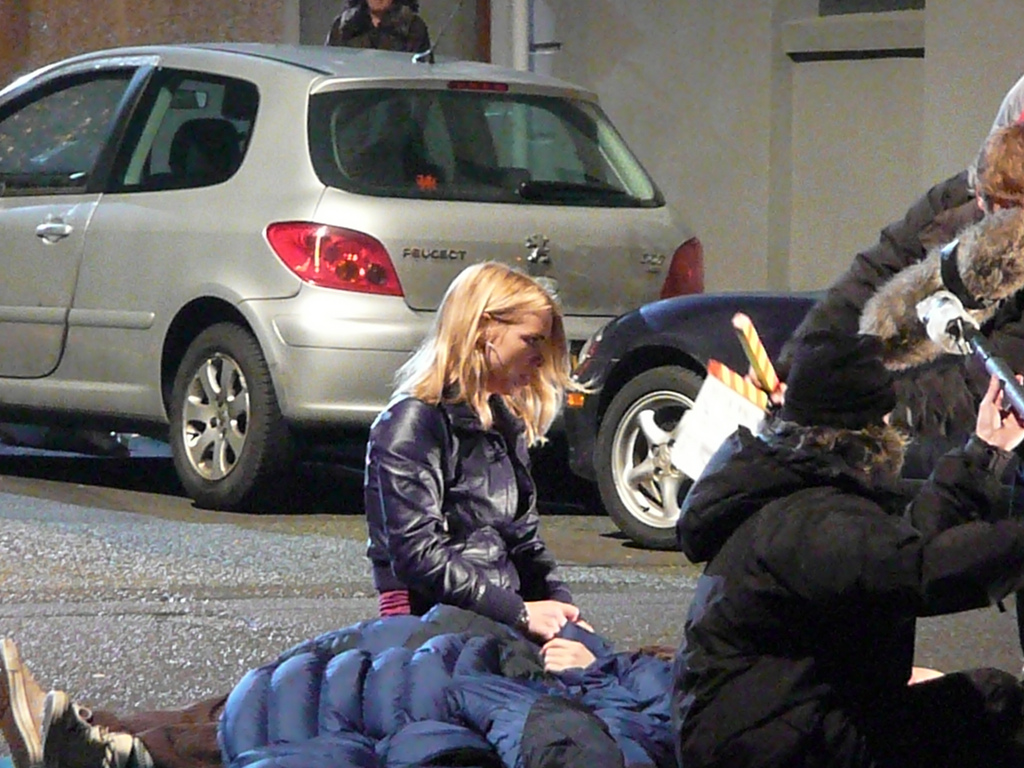
ペナースにて『ドクター・フー』の撮影をしているビリー・パイパーとデイヴィッド・テナント

「盗まれた地球」には2005年に『ドクター・フー』新シリーズが始まって以来初めてとなる、屋外でのダーレクの撮影があった。また、撮影の大部分が夜に行われことも新シリーズ始動以来であり、アウター・ロンドンでの冒頭のシークエンス以外は全て地球を舞台に夜に撮影された。
本二部作は2008年での撮影に6週間を要し、2008年2月18日から3月29日まで撮影が行われた。「盗まれた地球」で最初に撮影されたのはトリニティ・ウェルズ役のラケル・カールが出演したニュースレポートのシーンで、2008年1月31日にBBCウェールズのブロードキャスティング・ハウスで撮影された。撮影の第1週は全てロンザ・カノン・タフに位置する『ドクター・フー』の Upper Boat studios で行われ、再生シーンを含めてトーチウッド・ハブとターディスでのシーンの大半が撮影された。
第2週と第3週の撮影スケジュールでは「盗まれた地球」と「旅の終わり」が交互に撮影された。「盗まれた地球」の撮影には3日が割かれ、ドナの家でのシーンがカーディフキンコイドの Nant Fawr Road で2月26日に、旗艦のヴォールトを舞台にしたシーンが Upper Boat Studios で3月3日に、シャドー議会でのシーンがカーディフ大学検眼大学院 (School of Optometry)で2008年3月8日に撮影された。
本作の屋外のシーンは3月11日の午後に開始された。屋外での最初のシーンはコールドオープンのシーンで、トンテグのウェスト・マウンド・クレセントで撮影された。3月12日にはポンティプリッドで2つのシーンが撮影された。ノーブル家の外のシーンが普段のキンコイドではなくホーソン・ロードで撮影され、その後に町中央のマーケット・ストリートに場所を移し、ローズが騒動の最中にいる民衆の1人と出会うシーンが撮影された。第4シリーズの予告編は場所を必要としなかったため、テナントとテイトはその間に予告編を撮影した。
ドクターとローズの合流は3月13日にペナースの町の中央で200人の民衆の前で撮影され、当該シーンはザ・サン紙の翌日の版で報道され、インターネット上にもリークされた。グレアム・ハーパーは2人の再会が本作で最も魅力的な瞬間であるため当該シーンは神秘的だと主張し、番組のフォトグラフィー・ディレクターであるエリン・ビンチェはそのシーンを1980年代のSF映画『ブレードランナー』になぞらえた。ダーレクが人間を抹殺のために拉致するシーンとウィリフレッドがダーレクを撃つシーンが撮影され、その週の屋外での撮影はカーディフリバーサイドのブルック・ストリートと隣接するプランタンジェント・ストリートで完了した。ダーレク侵攻時のマンハッタンのUNIT本部でのシーンは3月16日と3月19日の夜にM4自動車道のジャンクション32の交通管制センターで撮影され、実際に建物にダーレクが侵攻するシーンは翌朝の午前5時30分に6分で撮影され、次の夜にはナショナル・ミュージアム・ウェールズが所有するナントガルの倉庫で、マーサがUNITから脱出するシーンが撮影された。初日の夜に交通事故が起きたため、製作チームは必要であれば撮影の延期に備えた。
ペネロペ・ウィルトンは3月18日に Dinas Powys のコテージにてハリエット・ジョーンズ役で再出演した。ダーレクの備品をコテージに運ぶのが難しかったため、撮影は停滞した。具体的には、中庭のドアが高くなっているため、ダーレクのバランスや操縦が難しくなっていた。第5週の残りは Upper Boat Studios でのダーレクのみのシーンに使われ、ヴォールトが旗艦の司令デッキとして改装された。マーサとサラがそれぞれの家に居るシーンは交互に6週間の間に撮影された。前者はペナースの Lower Cwrt-Y-Vil Road  の普段の場所で、後者は主に Upper Boatで撮影され、サラとルークが屋根裏部屋にいるシーンをもって3月28日に終了した。本作の最後の屋外のシーンは、3月25日に The Sarah Jane Adventures の普段の撮影地でもあるペナースのクリントン・ロードで撮影された、ドクターに会おうとするサラにダーレク2体が家の外で声をかけるシーンであった。二部作の一般的な撮影はドーキンスとオグラーディのカメオ出演で締め括られた。ドーキンスは屋根裏の撮影が完了した後の Upper Boatで撮影し、オグラーディは3月31日にThe Paul O'Grady Show のエピソードと同時にテムズ川のサウス・バンクの The London Studios で撮影した。

### ポストプロダクション
撮影が完了した後、ポストプロダクションチーム The Millがポストプロダクションを担当した。初期草案の大量のエフェクトは放送版の約3倍で、ヴァリアントの攻撃を除いてほぼ全てがカットされた。The Mill は「盗まれた地球」の2つの注目すべきエフェクトを製作した。1つはニューヨークの侵攻で、偵察写真と「ダーレク・イン・マンハッタン」の撮影で得られたショットを使って都市の2.5次元のショットを製作した。もう1つはメデューサ・カスケードに並ぶ惑星群で、完全な3次元モデルを使用した。
マレイ・ゴールドは本作のために同時に複数のスコアを作曲した。第4シリーズのために作曲された主旋律との組み合わせで、ゴールドはローウとハリエット・ジョーンズのライトモチーフ、「囚われの歌」のウードの "Song of Freedom"、ミスター・スミスの登場ファンファーレといった、彼が先に作曲した曲のいくつかも使用した。なお、ミスター・スミスのファンファーレはBGMではなく劇中の音楽として使用された。ゴールドは第4シリーズのサウンドトラックのリリースにおいてキューについて話をした。
- "The Doctor's Theme Season Four"はBBCウェールズ交響楽団が演奏した第1シリーズのドクターのライトモチーフを彼らでアレンジしたものである。オリジナルテーマはメラニー・パッペンハイムによるミニマルなソロであった。デイヴィスとコリンソンはこの音楽を「タイム・ヴォルテックスの外で歌うフラヴィア大統領（5代目ドクター時代の登場人物）」と説明し、「物事があまりにもタイム・ロード的になる」ときに使用することを意図していた。新アレンジの器楽曲は「影の森」の終わりでドクターがリヴァー・ソング（演:アレックス・キングストン）を死から救おうとする時に使用された。このアレンジは「わかれ道」以来初めてとなる、この主旋律を完全に多用したもので、ローズの再登場と第4シリーズの循環的な性質を具体的に表現している。
- "The Greatest Story Never Told" は第4シリーズの後半で定期的に使用された主旋律で、ドクターの過去の愛を表すために過去のエピソードのスコアが掘り起こされている。
- "The Rueful Fate of Donna Noble" は「運命の左折」で初めて登場した主旋律であり、「運命の左折」と「旅の終わり」の終盤でドナが壮大な運命を悟って終わりを迎える様子を表す。
- "Davros" はダヴロスのライトモチーフである。ゴールドは「指の爪、声、そして陰から出現する顔……彼を強調するサウンドモチーフである」と表現し、「ミッドナイト」のスコアからテーマを取ってダーレク・カーンの預言を体現させた。
- "The Dark and Endless Dalek Night" はシリーズのフィナーレのためのダーレクのライトモチーフで、BBCウェールズ交響楽団が演奏した。オーケストラ奏者で指揮者のベン・フォスターは、このトラックについて、第4シリーズ全体のスコアリングを定義する瞬間であると説明した。
- "A Pressing Need to Save the World" は『秘密情報部トーチウッド』の第2シリーズで使用されたテーマを再アレンジしたもので、ゴールドはシリーズのフィナーレ用に戻すのが適切だったと感じた。
- "Hanging on the Tablaphone" はタブラを中心にした主旋律で、ドクターのコンパニオンがサブウェーブ・ネットワークを使って彼に辿り着こうとするシーンで使用された。

本作はBBC Oneで50分間の放送枠が割り当てられ、カットされたのは台詞の一部だけであった。民衆の台詞のポストシンクロは6月5日に行われ、最終ミックスは2008年6月12日に行われた。同日にはBBCから本作が正式に告知された。

## 放送と反応

### メディアのブラックアウト、放送、評価
本作はタイトルの公開が第4シリーズのエピソードでは最後であった。2008年4月に他12エピソードのタイトルが公開された時、本作は "The Stolen Earth" というタイトルがあまりに多くの事を明かしてしまうため伏せられていた。タイトルが公開されたのは放送のわずか2週間前のことであった。第2シリーズのフィナーレ「嵐の到来」と「永遠の別れ」と同様に、「盗まれた地球」の最後のシーンは批評家に送られた試写会のから除去され、「旅の終わり」のプロットの詳細にメディアのブラックアウトが課された。
「盗まれた地球」の当夜の視聴者数は740万人、番組視聴占拠率は38.3％と推定された。最終的な視聴者数は878万人で、これは884万人の視聴者を獲得した UEFA EURO 2008決勝 に次いで、2008年6月23日から始まる週で2番目に高い数値であった。本作の放送以前では呪われた旅路」が高順位に位置し、その記録は1週間後の「旅の終わり」に破られることとなった。結果的にライバルチャンネルのITV1は10.2%というチャンネル史上2番目に低い平均視聴率に苦しみ、BBC One の26.9%に大きく差をつけられた。本作の Appreciation Index スコアは91 (excellent) を記録し、これは『ドクター・フー』がこれまで記録した中で最高評価で、テレビ番組に与えられる評価としても最高値の1つである。BBC iPlayer での放送や BBC Three での再放送を BBC One の放送に加えると、「盗まれた地球」の視聴者数は最終的に1286万人となった。これはシリーズの平均である1059万人を200万人以上上回っている。
本作では電話番号 07700 900 461 がドクターの携帯電話番号として描写されたが、この番号はOfcomが提供している。放送の後、約2500人の視聴者がその番号に電話を掛けようとし、この番号が利用できないことを説明するメッセージを受けた。Ofcomは後にこの番号が存在しないため通話料金は無料であると声明を発表した。

### 大衆の関心
本作の放送、特に衝撃の再生は大衆の関心の波を起こし、テナントの交代についての推測を掻き立てた。ブックメーカーの間では俳優ロバート・カーライルへの期待が大きく、ジェームズ・マカヴォイ、ジェイソン・ステイサム、アラン・デイヴィス、ジェームズ・ネスビットも候補に挙げられた。大衆の関心の増大は「旅の終わり」放送の2日前に最高潮に達し、放送の前日には7代目ドクター役の俳優シルベスター・マッコイとコリンソン、デイヴィス、アジェマンがそれぞれ昼のテレビ番組に出演し、放送数時間前には BBC News Online のエンターテイメントコーナーでシリーズのフィナーレがトップニュースとして扱われた。デイヴィスは、本作が生み出した予想以上の莫大な関心と新シリーズの成功を、プロットの詳細を秘密にし続けてライブ体験を生み出したことの度合いに帰するとした。彼は、イギリス中で『ドクター・フー』の展開が話題となっていることに刺激的だと言って喜んだ。

### 批評家の反応
本作は視聴者、特に番組のファングループから良いレビューをされた。Doctor Who Magazine の2008年の視聴者投票では、本作はジュリアン・ブリーチが "Best Story" と "Best Guest Actor" の称号、ダーレクが "Best Monster"、ダヴロスが "Best Music", と "Best Villain" の称号を獲得した。ダヴロスはキャストの特別多数決で受賞した。本作は Doctor Who Frorum のメンバーの間で第4シリーズのうち最高評価を受けたエピソードで、高評価率は 92.4% を記録した。当時放送された全ての『ドクター・フー』のストーリーが評価された Doctor Who Magazine の2009年の視聴者投票 The Mighty 200 では、本作は200位中の13位にランクインし、高評価率は84.62%を記録した。これは前話「運命の左折」に僅か100分の1ポイント差に迫る数字であった。さらに、2005年の新シリーからのファンや18歳未満のファンからは、最高のストーリーとして評価された。
ガーディアンは本作の3本のレビューを発表した。サム・ウォラストンは本作に肯定的なレビューをし、「しっかりと最高だろう素晴らしいエピソード」とコメントした。ウォラストンはリチャード・ドーキンスのカメオ出演についてジョークを飛ばし、彼の反神学的なマンネリをダーレクになぞらえた。ギャレス・マクレーンは本作の終わりを「口が塞がらないほどの、正真正銘の突然のクリフハンガー」と表現した。彼は、リークに押されがちな業界で再生に関する情報を見事に押さえ込んだ制作陣を称賛した。ガーディアンのメディアブログ Organgrinder のスティーヴン・ブルックは、本作が「信じられないほどに良い」「本当に怖ろしくそして刺激的だ」と思った。彼は不審な再生について仮説を立てた。それが本当の再生なのか、もしそうであるなら、だれが次の代のドクターを演じるのかということであった。また、彼は「旅の終わり」でどのコンパニオンが死ぬことになるのかも推論した。
インデペンデント紙のトーマス・サトクリフは本作を否定的にレビューし、本作が「インスピレーションのないエクスターミネーションだ」と表現した。本作の放送前に彼はどのようにドーキンスとオグラーディが出演するのかに興奮していたが、イアントがザッピングをしている間に出演するだけだったことに落胆した。サトクリフは、惑星災害の真っただ中にオグラーディがスタジオの観客と共に彼のトーク番組の撮影を続けるというアイディアに不信を示したが、カメオ出演自体は称賛した。カメオ出演の後、彼は本作のクロスオーバーの要素と連続性を好まなかったため、興味を失い始めたという。彼は "But... that's impossible!"、"It can't be!"、"Exterminate!" といったクリシェな台詞も批判した。彼はプロデューサーにレコードを変えるよう要望を出す形でレビューを締め括った。
The Stage のマーク・ライトは「一体どうやってレビューするんだ？」("How on Earth do you review it?) と疑問を呈した。ライトは本作を「45年に及ぶテレビシリーズで見た『ドクタ・フー』の中で最も夢中で、面白く、大胆で、素晴らしく、呆然とするような、刺激的で、怖ろしい作品」に位置付け、「『ドクター・フー』は面白く素晴らしい最高の状態で最高の番組を止めている」と表現した。彼のレビューでは、ライトはクロスオーバーフィクションへの愛を説明し、彼が小さなテレビ産業と考える物に『ドクター・フー』をデイヴィスが変えつつあることを称賛した。ライトは本作が伝統を守っていることに賛辞の言葉を送っており、具体的には、ダーレクが大声で互いに会話をしながら宇宙船の周りを進んでいること、UNITが相変わらず殺人エイリアンの撃退の役に立たないこと、ダヴロスのビジュアルがクラシックシリーズのものに似ていることを挙げた。彼はジュリアン・ブリーチの描写をマイケル・ウィッシャーの演じるオリジナル版とテリー・モロイの演じる高揚感のあるバージョンの中間に感じた。また彼は最後のシークエンスを肯定的に捉えており、「ローズがドクターを再び見つけてスローモーションで互いに駆け寄った時に、最も冷酷な者はかすんだ目をしていたに違いない」とコメントした。さらに彼は「『ドクター・フー』では当たり前のように、大きなダーレクの銃によってロマンスの波が終わりにもたらされるんだ」と喝采した。
デジタル・スパイのベン・ローソン・ジョーンズは本作に星5つのうち5つ星を与えた。レビューで彼は「「盗まれた地球」は現在のシリーズ、先代コンパニオン、そしてダヴロスから構成要素を組み立てた点において偉業を成し遂げている」と述べた。途切れのない「抹殺セヨ！」というダーレクの送信をジャックとサラが受信したシーンでのグレアム・ハーパーの監督に彼は感心し、「ハーパーの仕事はその息を呑むようなビジュアル要素の点で、大画面にふさわしい。」と述べた。彼はマイケル・ブランドンをサンチェス将軍役のキャスティングを褒め、サンチェスがUNITに必要な新しいレスブリッジ・スチュワートの人物像になる可能性を秘めていることから、彼がダーレクの攻撃を生き延びたことを望んだ。ローソン・ジョーンは、ダーレクの声を担当したブリッグズが、ダーレク・カーンの気の狂った訛りを見事にこなしたと考えた。また、その前提としてカーンの理性をなくすために非常に独創的で大胆な動きを脚本家のラッセル・T・デイヴィスがしたとも述べた。彼はダヴロス役のブリーチの演技を彼の「コントロールされた不吉な歌声が、ダーレクの創造者の見事でありながら狂った思考を素晴らしく呼び起こす」と賞賛した。レビューの締め括りに、彼はデイヴィスを「各シーズンの結束力を感じさせ、ほとんど耐えられないほどの水準まで賭けを上げるような、衝撃的なフィナーレを提供する専門家」と称賛し、エピソードの質に見合うことを大変な仕事だと考えた。
Airlock Alphaのアラン・スタンリーはレビューで本作に好意的だった。彼の意見では、2005年にデイヴィスが番組を復活させた時に彼が導入した全ての物事への貢ぎ物として、本作は実現・機能し損ねることが決してなかった。彼はストーリーラインを「テンポが速く、爆発的で刺激があった」と表現し、「全てのコンパニオンと新しいダーレク帝国の冒険から見られると予想できる物を全て含んでいる」「物語の執筆の4年間の究極のクライマックスとして働き、42分間鳥肌が立つほどの充実した内容になっている」と述べた。ブレアは、当初のターゲット層が「起こるべきではなかった」としていたが、『秘密情報部トーチウッド』と『ドクター・フー』のクロスオーバーの仕方に感銘を受け、グウェンが夫リースを心配するシーン、The Paul O'Grady Show を見ていたイアント、ダーレクの通信に対するサラとジャックの感情的な反応を描いたシーンを称賛した。彼のレビューは肯定的であったが、彼はエピソードの2つの部分を批判した。1つはタイム・ロードがタイム・ウォーで全滅したためそのタイムロックという概念が疑問視されたこと、そしてもう1つはドクターの電話番号が使用不可能なことで、後者について彼は不平を口にした。

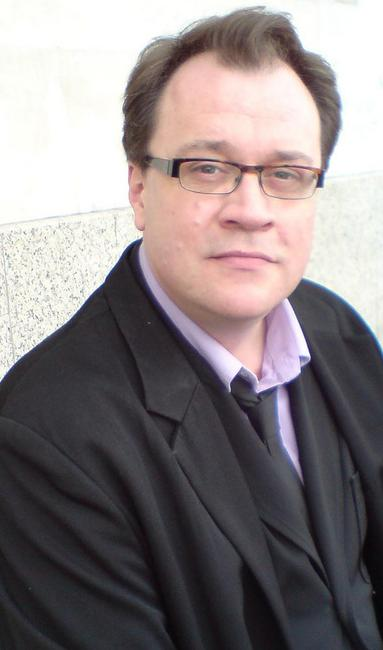
エグゼクティブ・プロデューサー兼脚本家のラッセル・T・デイヴィスは、本作におけるその働きが広く称賛された。

ウルヴァーハンプトンに所在する The Express & Star のダン・ウェインライトは、本作の結末について否定的な反応を示した。彼は「有名人のカメオ出演とジョン・バロウマンでエピソードを埋めることに執着しているように見えるラッセル・T・デイヴィスでさえ、シーズンフィナーレの途中で主役を変えるほど破天荒ではないのではないか？」と疑問を提起した。また、『ドクター・フー』を復活させたデイヴィスの役割に対する彼への友好的な感情と憎しみをレビューの中で表現し、特に登場人物に恋愛を持ち込んだ点を嫌い、子どもたちの間で人気のシリーズにしたことを称賛した。Blogcritics のキャサリン・タックウェルは好意的なレビューをした。彼女は「ラッセル・T・デイヴィスは最も頭にくるクリフハンガーの境界を再び拡張した」と言ってレビューを始め、キャストについては「シリーズに全く新しいレベルの感動をもたらした最高の演技」と称賛し、特にダーレクの声明放送に対するジャックとサラの反応に関しては涙したと述べた。ハッブル宇宙望遠鏡の外側に広がる最も美しい外宇宙、そして最高に恐怖に満ちたダーレク見せた監督について、彼女は製作チームを称賛した。
SFブログ Den of Geek のサイモンブリューは「非常によくできた『ドクター・フー』のクリフハンガーの目的がもし視聴者を画面に叫ばせることと次のエピソードをカレンダーで確かめさせることであるなら、ラッセル・T・デイヴィスはそのボックスにチェックを入れることに成功したと言って良いだろう」とコメントした。彼のレビューは本作を称賛も批判もした。彼は本作を「時折発生するひび割れを覆い隠すような、息もつかせぬ野心が炸裂している」と要約したが、エピソードに圧縮されたプロット装置の数の多さゆえにエピソードの細かい部分は「混乱している」と感じたと嘆いた。彼はコンパニオンの全体が良い俳優と偉大な俳優に分かれていると考え、スレイデンとクリビンスの恐れの演技を称賛した一方、UNITとトーチウッドとドクターが特徴のない敗北を認めたことを批判した。ダヴロスとカーンについてのブリューは肯定的であった。ジュリアン・ブリーチはダヴロスにはまり役で、その登場はクラシックシリーズに非常に敬意を払っており、カーンがダーレク戦に興味深いダイナミックさを加えた、と彼は評価した。彼は、「盗まれた地球」が「鳴り響くドラム」を上回ったと言っても過言ではないと言い、既に次話に向けての熱狂と興奮を作り出していると言えばそれはかなり控えめな表現であるとし、「旅の終わり」が「ラスト・オブ・タイムロード」のような終わり方をしないことを望んでレビューを締め括った。
SFブログio9のチャーリー・ジェーン・アンダースはデイヴィスのことを同性愛者のマイケル・ベイと呼び、「『ドクター・フー』の第5シリーズの製作に彼に残ってくれと初めて願った」と述べた。彼女は「インティゴ計画やオスタハーゲンの鍵、イングランドの全ての携帯電話を使ってドクターに電話を掛ける、ダヴロスが自らの胴を削らなくてはダーレク軍を培養できないという事実といった馬鹿げたプロットと狂ったデバイスが全て大好きだ」と述べた。彼女はダヴロス役のブリーチの描写について「マイケル・ウィッシャー以来、好奇心と巧妙さとマニアックさの入り混じったキャラクターを捉えている」 と称賛した。また、ダーレクをペイント銃で攻撃するウィルフレッドや、ダーレクに決死の抵抗をするグウェンとイアント、ドクターを呼ぶために自らを犠牲にするハリエット・ジョーンズの高潔さの成長といった、本作の超英雄さ (super-heroics) を彼女は称賛した。レビューの終わりに、彼女は「旅の終わり」への興奮を表明し、最後のシーンはラッセル・T・デイヴィスのクレイジーな論理を使ったとしてもどのように解決するのか手がかりが全く分からないと述べた。
SF雑誌SFXのデイヴ・ゴールダーは本作に星5つのうち4つ星を与えた。彼は、2つの実験的でエッジの効いた脚本（「ミッドナイト」と「運命の左折」）の後、「盗まれた地球」ではデイヴィスのいつものスタイルである "群衆を喜ばせる脚本の火技" が使われていると指摘した。本作の特殊効果、ブリーチの演技、物語のペース、そしてクリフハンガーを彼は肯定的に評価したが、シャドー議会については「すべての伏線を張った後では失望させられる」と批判し、ジャックとサラがダーレクの通信に対するメロドラマチックな反応をしたように、いくつかのキャラクターの瞬間が「小さな "感情爆弾" のようにアクションの中に落とし込まれている」と批判した。ただし、最後には「全ての巨大な楽しみを否定することはできない」と言って彼はレビューを終えた。
IGNのトラヴィス・フィケットは本作に10点満点で7.6点 ("Enjoyable") の評価を与えた。彼はファンサービスのコンセプトについて論じる形でレビューを始め、他作品の人物が同じ画面に登場するのは喜ばしいことであるが、それぞれの出番も少なくなるため、クロスオーバーは諸刃の剣であると述べた。彼は主にダーレクに焦点を当ててレビューした。まず彼は2005年以来『ドクター・フー』にダーレクが登場しすぎてあると批判した。「ダーレク 孤独な魂」で1体の敵として登場し、「わかれ道」で皇帝とローズの戦いが描かれ、「永遠の別れ」ではダーレク族のスカロの集団とサイバーマンが衝突し、「ダーレク・イン・マンハッタン」と「ダーレクの進化」では1930年代のマンハッタンで姿を現している。彼はダーレクの再登場がある意味上手く行った理由として、ダヴロスの存在と、ダーレクが1年半登場しなかったことを挙げた。彼はダヴロスの登場が賭けを上げたと評価したが、キャラクターが "神話" を盛り上げるためにほとんど何もしていないと批判し、ブリーチの演技は過剰だったとも批判した。また、フィケットはローズが他のコンパニオンから孤立していることも批判したが、彼女は1人でダーレクに対して防衛することができたとも指摘した。彼は「今シーズンの結末がどのような物であっても、デイヴィスがこのシリーズを進行させたのは並外れた偉業だ」と肯定的にレビューを締め括った。